# مايلز سكوتسون
مايلز سكوتسون (بالإنجليزية: Miles Scotson) (و. 1994  م) هو راكب دراجة هوائية، من أستراليا، ولد في أديليد.

## سباقات أو مراحل فاز بها
| التاريخ        | السباق                                                     | المركز                                          |
| -------------- | ---------------------------------------------------------- | ----------------------------------------------- |
| 16 مارس 2012   | 2012 Oceania Road Cycling Championships Men U19 ITT        | المركز الثالث                                   |
| 07 يناير 2016  | سباق الزمن تحت سن 23 في بطولة أستراليا لركوب الدراجات 2016 | المركز الثاني                                   |
| 09 يناير 2016  | سباق الطريق للرجال تحت 23 سنة في بطولة أستراليا 2016       | المركز الثالث                                   |
| 11 سبتمبر 2016 | 2016 Chrono Champenois Masculin International              | الرابع في التصنيف العام                         |
| 10 أكتوبر 2016 | سباق الزمن تحت 23 سنة في بطولة العالم 2016                 | المركز الثالث                                   |
| 08 يناير 2017  | بطولة أستراليا لسباق الطريق 2017                           | الفائز في التصنيف العام                         |
| 15 يناير 2017  | 2017 People's Choice Classic                               | المرتبة 17 في التصنيف العام                     |
| 18 أبريل 2021  | فولتا فالنسيا 2021                                         | الرابع في تصنيف النقاط، التاسع في التصنيف العام |

## روابط خارجية
- مايلز سكوتسون على موقع الاتحاد الدولي للدراجات (الإنجليزية)
- مايلز سكوتسون على موقع أرشيف الدراجات (الإنجليزية)
- مايلز سكوتسون على موقع إحصائيات الدراجات الإحترافية (الإنجليزية)
- مايلز سكوتسون على موقع نسبة الدراجات (الإنجليزية)
- مايلز سكوتسون على موقع CycleBase (الإنجليزية)
- مايلز سكوتسون على موقع اتحاد ألعاب الكومنولث (مؤرشف) (الإنجليزية)